# Rustlers of Red Dog
Rustlers of Red Dog é um seriado estadunidense de 1935, gênero Western, dirigido por Lew Landers, em 12 capítulos, estrelado por Johnny Mack Brown, Joyce Compton, Walter Miller e William Desmond. O seriado foi produzido e distribuído pela Universal Pictures, e veiculou nos cinemas estadunidenses a partir de 21 de janeiro de 1935.
Baseado no livro The Great West That Was, de William "Buffalo Bill" Cody, foi uma refilmagem do seriado anterior da Universal, The Indians Are Coming, de 1930. Foi o primeiro dos quatro seriados westerns feitos por Johnny Mack Brown para a Universal Pictures.
Lançado em VHS em 1995 pela VCI Home Vídeo, em 2008 pela Hermitage Hill Media. Lançado em DVD pelo Serial Squadron.

## Sinopse
O seriado relata a história de três amigos que fazem uma jornada através do Oeste Americano, enfrentando perigos: mercenários, ataques indígenas, gangues de foras-da-lei.

## Elenco
- Johnny Mack Brown … Jack Wood
- Joyce Compton … Mary Lee
- Raymond Hatton … Laramie
- Walter Miller … "Deacon"
- Harry Woods … "Rocky"
- Fred MacKaye … Snakey
- William Desmond … Ira Dale, the Wagonmaster
- Charles K. French … Tom Lee
- J. P. McGowan … Capt. Trent
- Lafe McKee … Bob Lee
- Edmund Cobb … Buck
- Chief Thundercloud … Chefe Grey Wolf
- Chief Many Treaties … Índio
- Jim Thorpe … Chefe Scarface
- Grace Cunard ... Mrs. Perkins
- Al Ferguson ... Al
- Monte Montague ... Pete
- Hal Taliaferro ... Wally (não-creditado)
- Buck Connors (não-creditado)
- Charles Brinley

## Capítulos
1. Hostile Redskins
2. Flaming Arrows
3. Thundering Hoofs
4. Attack at Dawn
5. Buried Alive
6. Flames of Vengeance
7. Into the Depths
8. Paths of Peril
9. The Snake Strikes
10. Riding Wild
11. The Rustlers Clash
12. Law and Order

Fonte: